# Ronde van Lombardije 1918
De Ronde van Lombardije 1918 was de 14e editie van deze eendaagse Italiaanse wielerwedstrijd, en werd verreden op zondag 10 november 1918. Het parcours leidde van Milaan naar Milaan en ging over een afstand van 190 kilometer. De wedstrijd werd gewonnen door de Italiaan Gaetano Belloni.

## Uitslag
| Ronde van Lombardije 1918 |                     |         |      |
| Plaats                    | Naam                | Ploeg   | Tijd |
| Winnaar                   | Gaetano Belloni     | Bianchi | 7u08 |
| 2                         | Alfredo Sivocci     | Dei     | z.t. |
| 3                         | Carlo Galetti       |         | z.t. |
| 4                         | Alexis Michiels     |         | z.t. |
| 5                         | Leopoldo Torricelli | Dei     | z.t. |
| 6                         | Giuseppe Azzini     |         | z.t. |
| 7                         | Clemente Canepari   | Stucchi | z.t. |
| 8                         | Lauro Bordin        | Bianchi | z.t. |
| 9                         | Romeo Poid          |         | z.t. |
| 10                        | Arturo Ferrario     |         | z.t. |

1905 · 1906 · 1907 · 1908 · 1909 · 1910 · 1911 · 1912 · 1913 · 1914 · 1915 · 1916 · 1917 · 1918 · 1919 · 1920 · 1921 · 1922 · 1923 · 1924 · 1925 · 1926 · 1927 · 1928 · 1929 · 1930 · 1931 · 1932 · 1933 · 1934 · 1935 · 1936 · 1937 · 1938 · 1939 · 1940 · 1941 · 1942 · 1943 · 1944 · 1945 · 1946 · 1947 · 1948 · 1949 · 1950 · 1951 · 1952 · 1953 · 1954 · 1955 · 1956 · 1957 · 1958 · 1959 · 1960 · 1961 · 1962 · 1963 · 1964 · 1965 · 1966 · 1967 · 1968 · 1969 · 1970 · 1971 · 1972 · 1973 · 1974 · 1975 · 1976 · 1977 · 1978 · 1979 · 1980 · 1981 · 1982 · 1983 · 1984 · 1985 · 1986 · 1987 · 1988 · 1989 · 1990 · 1991 · 1992 · 1993 · 1994 · 1995 · 1996 · 1997 · 1998 · 1999 · 2000 · 2001 · 2002 · 2003 · 2004 · 2005 · 2006 · 2007 · 2008 · 2009 · 2010 · 2011 · 2012 · 2013 · 2014 · 2015 · 2016 · 2017 · 2018 · 2019 · 2020 · 2021 · 2022 · 2023 · 2024 · 2025